# Der rote Faden (1915)
Der rote Faden ist ein deutscher Detektiv-Stummfilm aus dem Jahre 1915 von Paul von Woringen mit Rudolf Klein-Rhoden als Meisterdetektiv und Lotte Neumann in der weiblichen Hauptrolle.

## Handlung
Hans Wenden, der in einer Chemiefabrik angestellt ist, hat eine Unterschlagung begangen und wird daraufhin zu einer Gefängnisstrafe von zwei Jahren verurteilt. Hinter Gittern lernt Walden den Mithäftling Martin Knorr kennen, und beide werden zu engen Vertrauten. Ihre Haftentlassung erfolgt an exakt demselben Tag. Nachdem Walden daheim erfahren muss, dass er durch den Tod des Vaters zu einem reichen Mann geworden ist, versucht er den Bekannten aus Knastzeiten mit einer größeren Geldsumme loszuwerden. Bald hat Knorr sein Geld durchgebracht und erhofft sich von Wenden erneut Hilfe, doch der ist plötzlich abgetaucht. Mit Hilfe eines Kumpans findet Knorr heraus, dass sich Walden den falschen Namen Dr. Burns zugelegt habe und als solcher im Haus von Dr. Karl Hopes von eben jener Chemiefabrik, in der er einst lange Finger gemacht hatte, verkehren würde. Ebenfalls in diesem Haus wohnt eine Nichte Dr. Hopes‘, Thea Holm. 
Eines Abends klingelt es an Hopes‘ Haustür, und Thea öffnet, um zu sehen, wer da ist. Doch niemand ist zu sehen, und so kehrt sie ins Haus zurück. Dort liegt ihr Onkel Karl -- tot. Verschwunden sind die Pläne einer Goldmine, der bis zuletzt Onkel Karls Interesse gegolten hatte. Ein Fall für Meisterdetektiv Barker Swift, der von Thea damit beauftragt wird, diesen Fall zu klären. Dessen Nachforschungen ergeben, dass sich der Dien (und damit wohl auch des Onkels Mörder) durch den Kamin heimlich in das Haus abgeseilt haben muss. Hopes wird ihn dabei beobachtet haben und erlitt vor Schreck einen Herzinfarkt. Thea stellt den vermeintlichen Dr Burns Swift als Freund des Hauses, doch die Spürnase erahnt instinktiv, dass der Mann nicht das ist, was er vorgibt zu sein. Dessen Fußspuren im Sand vor der Haustür gleichen sehr verdächtig denjenigen, die Swift im Kaminruß festgestellt hat. Derweil findet Burns alias Wenden daheim eine Nachricht vor, in der Knorr ihn auffordert, sich mit ihm in der Schenke „Zum grauen Esel“ zu treffen.
Dort wird ein verbrecherischer Plan entworfen: Thea soll entführt und der Detektiv in die Wohnung des von ihm argwöhnisch beäugten Burns/Wenden gelockt werden. Das Wenden-Haus dient jedoch lediglich als Falle für Barker Swift. Statt der gestohlenen Goldminen-Pläne oder der gekidnappten Thea wird er vor Ort überfallen. Barkers Chauffeur eilt jedoch herbei, und gemeinsam wird der Schurke überwältigt. Der erscheinende Burns will sich des Detektivs mit einem technischen Trick entledigen, mithilfe dessen eine Stiege sich in zwei Teile aufspalten kann und Swift in die Tiefe in ein Wasserbassin rutschen würde. Doch Swift hatte etwas ähnliches vorhergesehen und fällt auf den Trick nicht herein. In der Verkleidung eines Bettlers, der Barker zuvor erfolglos in Wendens Auftrag ausschalten sollte, geht Swift in Wendens Zimmer und nimmt diesem die Goldminenpläne ab. Barkers Chauffeur hat derweil die Polizei verständigt und nimmt Burns alias Wenden fest. Die gefangen gehaltene Thea kann befreit werden.

## Produktionsnotizen
Der rote Faden passierte die Filmzensur im Oktober 1915 und wurde wenig später uraufgeführt. In Österreich-Ungarn lief der Streifen zum Jahresbeginn 1916 an. Die Länge des mit Jugendverbot belegten Vierakters (plus Vorspiel) betrug etwa 1500 Meter. 

## Kritiken
Die Kinematographische Rundschau schrieb: „Ein interessantes, gut inszeniertes Detektivdrama, dessen scheinbar verwickelter kriminalistischer Fall dem Detektiv Gelegenheit gibt, seine Geschicklichkeit zu zeigen.“
Die Villacher Zeitung meinte: „Es ist ein interessantes, gut inszeniertes Stück“ und „man folgt den vier Akten mit atemloser Spannung“.